# Rávan (Lítla Dímun)
De Rávan is een berg die ligt op het eiland Lítla Dímun, Faeröer. De berg heeft een hoogte van 414 meter en is daarmee het hoogste punt van het eiland.